# Juin 1984

## Événements
- Portugal : arrestation d’Otelo Saraiva de Carvalho avec une cinquantaine de militants d’extrême gauche.

- Arrestation d’Otelo Saraiva de Carvalho avec une cinquantaine de militants d’extrême gauche.
- Accord de Fontainebleau entre le Royaume-Uni et la CEE. Le Royaume-Uni obtient des rabais définitifs pour ses versements, et on s’entend sur l’inévitable freinage des dépenses agricoles (limite imposée aux futurs prix garantis, taxes portant sur la production).

- 3 juin :
  - Inde : Indira Gandhi ordonne l’assaut du Temple d'Or d’Amritsar, sanctuaire des Sikhs. L’assaut final est donné le 6 juin avec l’appui des chars. L’armée indienne perd 700 hommes et la communauté sikh est très heurtée par la profanation du sanctuaire.
  - Formule 1 : Grand Prix automobile de Monaco.

- 5 juin : Création d'Ifremer en France.
- 9 juin : Le nouveau code civil réintroduit la charia en Algérie.

- 14 - 17 juin : Élections européennes

- 16 juin : départ de la cinquante-deuxième édition des 24 Heures du Mans.

- 17 juin (Formule 1) : Grand Prix automobile du Canada.

- 24 juin (Formule 1) : Grand Prix automobile de Détroit.

## Culture

### Cinéma

#### Films sortis en France en juin 1984
- 6 juin : Pinot simple flic
- 13 juin : Under Fire
- 20 juin : Bonjour les vacances
- 27 juin : Le Bounty, Les Pirates de l'île sauvage, Utu

## Naissances en juin 1984
- 1er juin : Tuvshinbayar Naidan, judoka mongol
- 6 juin : 
  - Stephanie LeDrew, curleuse canadienne.
  - Johann Zarca, romancier français.
- 7 juin : Nabil Aoulad Ayad, présentateur de télévision néerlando-marocain.
- 8 juin : Torrey DeVitto, actrice américaine
- 9 juin : Wesley Sneijder, footballeur néerlandais
- 11 juin : Vagner Love, footballeur brésilien
- 16 juin : Rick Nash, joueur de hockey canadien
- 18 juin :
  - Alex Hirsch, Comédien de doublage, scénariste, producteur de télévision et dessinateur américain. Créateur de la série animée Souvenirs de Gravity Falls.
- 21 juin : Élodie Varlet, actrice française
- 23 juin :
  - Duffy, chanteuse galloise
  - Sébastien Grax, joueur de football français
- 25 juin : Lauren Bush, modèle américaine
- 28 juin : Eden Mor, modèle israélienne

## Décès en juin 1984
- 5 juin : Sir Frederick Stratten Russell, 86 ans, zoologiste britannique (° 3 novembre 1897).
- 25 juin : Michel Foucault, philosophe.